# Iouri Olecha
Iouri Karlovitch Olecha (en russe : Юрий Карлович Олеша), né le 19 février 1899 (3 mars dans le calendrier grégorien) à Elizavetgrad, dans l'Empire russe (aujourd'hui Kropyvnytsky en Ukraine), et mort le 10 mai 1960 à Moscou (URSS), est un écrivain russe. Son style est caractérisé par des métaphores audacieuses et des notations impressionnistes,.

## Biographie
Olecha est issu d'une famille d'origine biélorusse devenue polonaise. Il fait ses études au lycée Richelieu d'Odessa et publie ses premiers poèmes à 17 ans. Toujours en 1917, il entre à l'agence de presse Iougrosta, puis travaille comme journaliste dans la revue du Syndicat des Cheminots, Goudok. Olecha participe à l'École d'écrivains d'Odessa, qui comprend aussi Ilf et Petrov, Isaac Babel, Sigismund Krzyzanowski, Yevgeny Petrov, Valentin Kataïev, Eduard Bagritsky.
Olecha part pour Kharkov en 1922. Il vit cette année-là une tumultueuse histoire d'amour avec Serafima Souok (dont il épousera la sœur, Olga). En 1924, il écrit Les Trois Gros, un conte publié quatre ans plus tard. En 1927, dans le journal Krasnaïa nov, il publie L'Envie, un court roman qui remporte un énorme succès et suscite la polémique dans l'establishment. Ce roman le fait connaître à l'étranger. Il en tire une pièce de théâtre (L'Envie devient La Conjuration des sentiments), qui jouit d'un grand succès.
Entre 1927 et 1932 le théâtre soviétique se cherche entre réalisme, grotesque et lyrisme en tant que moyen pour exprimer la réalité profonde de la lutte pour la reconstruction du pays. Les questions posées sont : que donne la nouvelle culture ; laisse-t-elle subsister les vieux sentiments de la culture bourgeoise, amour, haine, jalousie, orgueil ; laisse-t-elle subsister la vie spirituelle, ou la remplace-t-telle par la seule vie biomécanique ? C'est la problématique qu'Olecha aborde dans sa pièce La conjuration des sentiments.
Olecha adopte une attitude ouvertement indépendante et il ne craint pas de déclarer que « [s]on imagination ne s'intéresse ni au héros de la révolution, ni à celui du travail, mais uniquement aux âmes simples et neuves, occupées à découvrir la vie et le monde sous l'impulsion de leur angoisse intérieure ». Selon Ettore Lo Gatto : « ces paroles étaient et sont encore un commentaire à ce qui avait été l'activité créatrice de l'écrivain ».
Comme la plupart des écrivains de sa génération, Olecha doit renoncer au roman dans les années 1930, après la prise de pouvoir par Staline. il échappe, on ne sait comment, aux persécutions menées par les tenants du réalisme socialiste. Olecha pourra relever la tête en 1957. Il écrit plusieurs pièces pour le théâtre d'art de Moscou, des scénarios de film ainsi que des contes pour enfants.
Lors de la Seconde Guerre mondiale il est évacué à Achgabat. De retour à Moscou il loge chez Emmanuil Kazakevitch. Il ne se voit pas se plier aux standards imposés par la censure communiste et tombe dans l'alcoolisme ; tout comme son collègue Mikhaïl Svetlov, il passe ses journées au bar de l'Hôtel National (en).
Il consacre l'essentiel de son travail d'écrivain à son journal, qui paraîtra en version partielle en 1965 Pas un jour sans une ligne puis en version intégrale en 2006 Le livre des adieux.
Il meurt à Moscou et est inhumé au cimetière de Novodevitchi.

## Œuvres
- L'Envie, traduction de Henri Mongault et Louise Desormonts, Plon, Feux croisés, 1936.
- Les Trois gros, traduction de Paul Lequesne, L'Âge d'Homme, Lausanne, 2004.
- Le Jeune Homme sévère, scénario, 1935 — Le film a été réalisé par Abram Room. Interdit à l'époque, il est sorti en 1974.
- Les Trois méchants gros, traduction de Serge Merley, illustrations Jacques Faizant, Éditions la Farandole, 1955.
- Pas un jour sans une ligne, traduction de Paul Lequesne, L'Âge d'Homme, Lausanne, 1995.
- Nouvelles et récits (suivi de) Le Jeune Homme sévère, traduction de Paul Lequesne, L'Âge d'Homme, Lausanne, 1995.
- Le Livre des adieux, traduction de Marianne Gourg, Éditions du Rocher, coll. « Anatolia », Monaco, 2006.
- Mendiant ou la Mort de Zand, traduction de Luba Jurgenson, L'Âge d'Homme, 1990, 152 p.  (EAN 9782825100271)

### Liste d'œuvres
- Liste de Babelio